# Виноградов, Павел Михайлович
Павел Михайлович Виноградов (1889—1932) — советский партийный и государственный деятель, участник борьбы за установление Советской власти в Семиречье, Верном. Член Коммунистической партии с 1918 года.

## Биография

Памятник-бюст П. М. Виноградова в Алма-Ате. Скульптор Б. И. Урманче.

Обучался в учительском институте в Петербурге, где, установив связь с рабочими Путиловского завода, вступил в революционную борьбу. Царское правительство выслало его в Томскую губернию, откуда он в 1913 году бежал в Верный, где работал учителем и организовал подпольный кружок из революционно настроенной интеллигенции. Члены данного кружка вели агитационную работу среди бедняков, крестьян в аулах и сёлах.
Летом 1915 года Павел Виноградов был арестован и отправлен на фронт. В марте 1918 года вернулся с фронта и включился работу Верненского Совета и вскоре был избран его председателем. Затем был председателем Совета рабочих, крестьянских и солдатских депутатов, председателем горкома партии, председателем Верненского уездно-городского Совета. В марте 1919 года был делегатом 8-го съезда РКП(б).
В 1921-1927 годах работал ответственным работником просвещения в Ташкенте.
Последние годы жил в Алма-Ате.
Умер в 1932 году, похоронен в Алма-Ате (захоронение не сохранилось)

## Память
- С ноября 1956 года в городе Алма-Ата в честь Виноградова была названа улица[3]. В 1990-х годах была переименована в улицу Карасай батыра.
- Также в 1956 году в городе Алма-Ата был установлен памятник-бюст Виноградову. 30 декабря 2011 года Правительством Республики Казахстан было принято постановление № 1672 «О лишении статуса памятников истории и культуры местного значения города Алматы и исключения их из Государственного списка памятников истории и культуры местного значения»[4]. 17 июля 2012 года бюст П. М. Виноградова в Алматы был демонтирован и перенесен в сквер у кинотеатра Сары-Арка.